# Banda Poarch d'indis creek
La Banda Poarch d'indis creek és l'única tribu reconeguda federalment d'amerindis dels Estats Units a Alabama. (L'estat ha reconegut vuit tribus.) Històricament parlant la llengua muskogi, que era parlada anteriorment per la Nació Creek a l'est del Mississipi. Es troben principalment a comtat d'Escambia. Des de finals del segle XX que han operat tres casinos i un hotel.

## Història
Els membres de la Banda Poarch descendeixen dels creek que lluitaren amb els Estats Units en la Guerra Creek de 1813–1814. Molts creeks han romàs a Alabama tot i la Llei de Deportació Índia de 1830. En el moment, com a condició per a romandre, van haver de renunciar a ser membres creek i es va convertir en ciutadans dels Estats Units i de l'estat d'Alabama.
Han viscut a Alabama com una comunitat diferent identificable durant els dos últims segles. Van guanyar novament el reconeixement com a tribu del govern federal, i va tornar a establir el seu propi govern sota una Constitució escrita. La Banda Poarch representa només alguns dels descendents d'aquells que no van ser traslladats.
Durant dècades, molts indis es van casar amb veïns afroamericans o euroamericans. Alguns dels seus descendents s'han assimilat a aquests grups socials i culturals. Altres són identificats com a creek, especialment si neixen de dones creek, ja que el seu sistema de parentiu era tradicionalment matrilineal, és a dir, la descendència i la propietat passa a través de la línia materna. Aquests descendents mestissos eren considerats part de la tribu.

## Requisits d'afiliació tribal
Per ser poder inscriure's en la tribu, les persones han de ser descendents dels amerindis que apareixen en un dels tres registres: el Cens dels Estats Units de 1870 del Comtat d'Escambia (Alabama); el cens del 1900 del comtat d'Escambia, Alabama; o del Cens especial indi dels Estats Units de 1900 del comtat de Monroe (Alabama). A més de tenir ascendència muscogee creek, han de tenir un mínim de quàntum de sang d'un quart de sang ameríndia (equivalent a un avi) i no estar inscrit en qualsevol altra tribu. Cada tribu reconeguda federalment té el dret de regular les seves pròpies regles de la ciutadania.

## Estatus actual
La reserva índia Poarch Creek està situada al sud d'Alabama vora la ciutat d'Atmore (Alabama). LLur actual cap és Buford L. Rolin La tribu posseeix el seu propi Poarch Creek Indian Gaming, que opera tres casinos: Wind Creek Casino and Hotel a Atmore, Creek Casino Wetumpka (antigament Riverside Entertainment Center) a Hickory Ground a Wetumpka, i Creek Casino Montgomery (antigament Tallapoosa Entertainment Center) a Montgomery. La tribu també és propietària d'una participació majoritària en el Mobile Greyhound Park, el Pensacola Greyhound Park, i el Creek Entertainment Gretna.
En 2012 la tribu anuncià plans d'expandir llur operacions de joc a Hickory Ground. La Nació Muscogee (Creek) d'Oklahoma, una tribu reconeguda federalment, ha presentat una demanda per evitar-ho argumentant que l'expansió requerirà l'excavació i la nova sepultura de les restes d'un cementiri creek.